# Puerto Rico (Caquetá)
Puerto Rico ist eine Gemeinde (municipio) im kolumbianischen Departamento Caquetá.

## Geographie
Puerto Rico liegt im Norden von Caquetá am Río Guayas. Die Gemeinde grenzt im Nordwesten an Algeciras im Departamento del Huila, im Osten an San Vicente del Caguán, im Süden an Cartagena del Chairá und im Westen an El Doncello.

## Bevölkerung
Die Gemeinde Puerto Rico hat 33.701 Einwohner, von denen 14.625 im städtischen Teil (cabecera municipal) der Gemeinde leben (Stand: 2019).

## Geschichte
Puerto Rico wurde 1882 von 20 Familien gegründet, die sich am Ufer des Río Guayas niederließen. Die Siedler befassten sich primär mit dem Abbau von Chinarinde und Kautschuk. Ein Siedler aus Guayaquil benannte den Fluss nach dem ecuadorianischen Río Guayas. Im Tausendtagekrieg ließen sich viele Vertriebene in Puerto Rico nieder. Seit 1912 hatte Puerto Rico eine Inspección de Policía (Polizeiinspektion) und 1915 erhielt der Ort den Status eines Corregimiento. Im Anschluss verlor der Ort aufgrund der sinkenden Kautschuk- und Chinarindenpreise an Bedeutung und erholte sich erst wieder ab 1925. Seit 1967 hat Puerto Rico den Status einer Gemeinde.

## Wirtschaft
Die wichtigsten Wirtschaftszweige von Puerto Rico sind Rinder-, Schweine- und Pferdezucht sowie Landwirtschaft. Insbesondere werden Bananen, Maniok, Reis, Mais, Kaffee und Zuckerrohr angebaut. Zudem wird Teichwirtschaft betrieben.